# Cầu Cái Bé
Cầu Cái Bé là một cây cầu bắc qua sông Cái Bé trên Quốc lộ 63 tại huyện Châu Thành, tỉnh Kiên Giang, Việt Nam.
Cầu Cái Bé và cầu Cái Lớn là một phần của tuyến tránh Tắc Cậu kết nối hai bờ Tắc Cậu - Xẻo Rô. Trước khi có tuyến đường này, người dân đi từ Kiên Giang về Cà Mau trên Quốc lộ 63 phải qua phà Tắc Cậu.
Cầu Cái Bé có kết cấu bê tông cốt thép và bê tông cốt thép dự ứng lực, chiều dài là 569 m, chiều rộng là 12 m. Cầu được khánh thành vào ngày 7 tháng 2 năm 2014.